# Franz Schönemann (Schauspieler)
Franz Schönemann (* 25. Mai 1880 in Hamburg, Deutsches Reich; † 2. März 1960 in Berlin-Grunewald) war ein deutscher Schauspieler bei Bühne und Film.

## Leben und Wirken
Der gebürtige Hamburger startete seine Bühnenlaufbahn mit Anbruch des 20. Jahrhunderts und war bis zum Ersten Weltkrieg sowohl in der deutschen Provinz, wie beispielsweise in Hannover, als auch im Rahmen von Gastspielreisen tätig. In Berlin, wo er sein Domizil in Wilmersdorf aufgeschlagen hatte, absolvierte Schönemann 1914 einen bemerkenswerten frühen Auftritt vor der Kamera, als er mit dem Konfektionär Werdenberg in dem turbulenten Lustspiel Die Firma heiratet an der Seite des Nachwuchsdarstellers Ernst Lubitsch erstmals auf sich aufmerksam machen konnte.
Trotz dieses fulminanten Einstiegs blieb Schönemann bis Anbruch des Tonfilmzeitalters dem neuen Medium weitgehend fern und konzentrierte sich weiterhin auf seine Arbeit als Schauspieler. Festengagements brachten ihn ans Deutsche Künstlertheater (Berlin) und Die Komödie (Wien). In den gesamten 1930er Jahren trat Franz Schönemann nunmehr regelmäßig in Spielfilmen auf. Dort verkörperte er sowohl hochgestellte Persönlichkeiten (den Agenturdirektor in Die Koffer des Herrn O.F., den Architekten Schnabel in Glückspilze, den Baron Thornberg in Familienparade) als auch einfache Leute aus dem Volk (einen Gendarm in Fahrendes Volk, einen Grenzbeamten in Sergeant Berry, beide Male an der Seite von Hans Albers).
Nach seiner letzten winzigen Filmrolle als Kapitän in Zwischen Hamburg und Haiti zog sich Franz Schönemann 1940 erst von der Filmschauspielerei zurück, ab 1943, als er letztmals an einer Gastspieldirektion teilnahm, auch vom Theater. Schönemann stand 1944 in der Gottbegnadeten-Liste des Reichsministeriums für Volksaufklärung und Propaganda.
Obwohl auch weiterhin der GDBA angehörend, blieb Franz Schönemann bis zu seinem Tode auch bühnenabstinent.

## Filmografie
- 1913: Madame Incognito
- 1913: Gottheit Weib
- 1914: Die Firma heiratet
- 1919: Halbe Unschuld
- 1921: Landstraße und Großstadt
- 1931: Die Koffer des Herrn O.F.
- 1933: Hugos Nachtarbeit (Kurzfilm)
- 1934: Glückspilze
- 1936: Wie Eulenspiegel zu Marburg den Landgrafen malte (Kurzfilm)
- 1938: Fahrendes Volk
- 1938: Sergeant Berry
- 1938: Dreizehn Mann und eine Kanone
- 1940: Die unvollkommene Liebe
- 1940: Zwischen Hamburg und Haiti